# Distrito de Pointe-à-Pitre
El distrito de Pointe-à-Pitre es un distrito (en francés arrondissement) de Francia, que se localiza en el département Guadalupe (en francés Guadeloupe), de la région Guadalupe. Cuenta con 23 cantones y 14 comunas.
La capital de un departamento se llama subprefectura (sous-préfecture). Cuando un departamento contiene la prefectura (capital) del departamento, esa prefectura es la capital del distrito, y se comporta tanto como una prefectura como una subprefectura.

## División territorial

### Cantones
Los cantones del distrito de Pointe-à-Pitre son:
1. Les Abymes cantón primero
2. Les Abymes cantón segundo
3. Les Abymes cantón tercero
4. Les Abymes cantón cuarto
5. Les Abymes cantón quinto
6. Anse-Bertrand
7. Capesterre-de-Marie-Galante
8. La Désirade
9. Le Gosier cantón primero
10. Le Gosier cantón segundo
11. Grand-Bourg
12. Morne-à-l'Eau cantón primero
13. Morne-à-l'Eau cantón segundo
14. Le Moule cantón primero
15. Le Moule cantón segundo
16. Petit-Canal
17. Pointe-à-Pitre cantón primero
18. Pointe-à-Pitre cantón segundo
19. Pointe-à-Pitre cantón tercero
20. Sainte-Anne cantón primero
21. Sainte-Anne cantón segundo
22. Saint-François
23. Saint-Louis

### Comunas
| 1. Les Abymes (97101)   | 2. Anse-Bertrand (97102)   | 3. Capesterre-de-Marie-Galante (97108) | 4. La Désirade (97110)     |
| 5. Le Gosier (97113)    | 6. Grand-Bourg (97112)     | 7. Morne-à-l'Eau (97116)               | 8. Le Moule (97117)        |
| 9. Petit-Canal (97119)  | 10. Pointe-à-Pitre (97120) | 11. Port-Louis (97122)                 | 12. Saint-François (97125) |
| 13. Saint-Louis (97126) | 14. Sainte-Anne (97128)    |                                        |                            |